# Volvera
Volvera (piemontès: La Volvera) és un municipi italià de la ciutat metropolitana de Torí, al Piemont. El 2021 tenia 8.596 habitants. En formen part les frazioni de Gerbole, Zucche, Panealba, Serafini i Bongiovanni.